# ヴィゼ
ヴィゼ（フランス語: Visé [vi.ze]、オランダ語: Wezet [ˈʋeːzɛt]（ウェーゼト））は、ベルギーのリエージュ州にある町ないしコミューン。後者は前者とラネ (Lanaye) 、リクス (Lixhe) 、リシュル (Richelle) 、アルジャントー (Argenteau) 、シュラット (Cheratte) の各旧コミューンからなる。マース川（ムーズ川）に臨む。
コミューンの北でオランダと国境を接する。

## ギャラリー

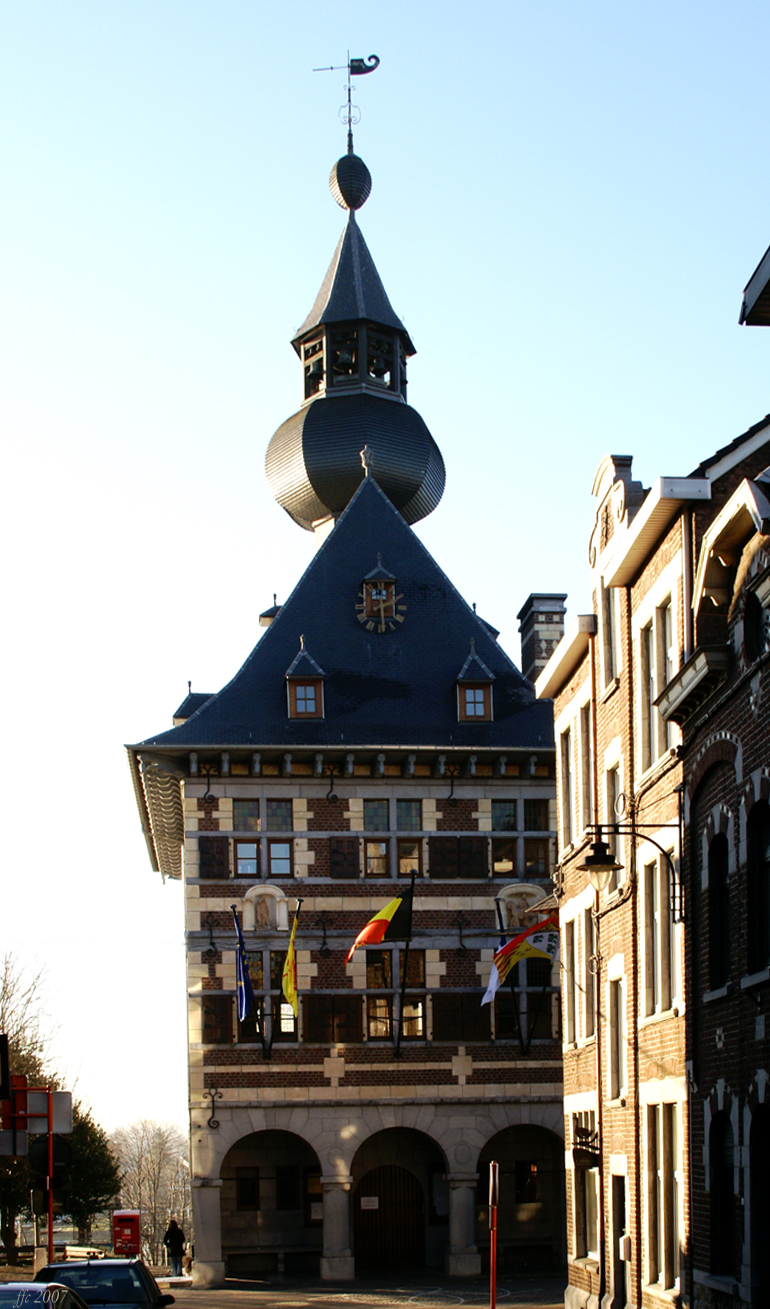
町役場
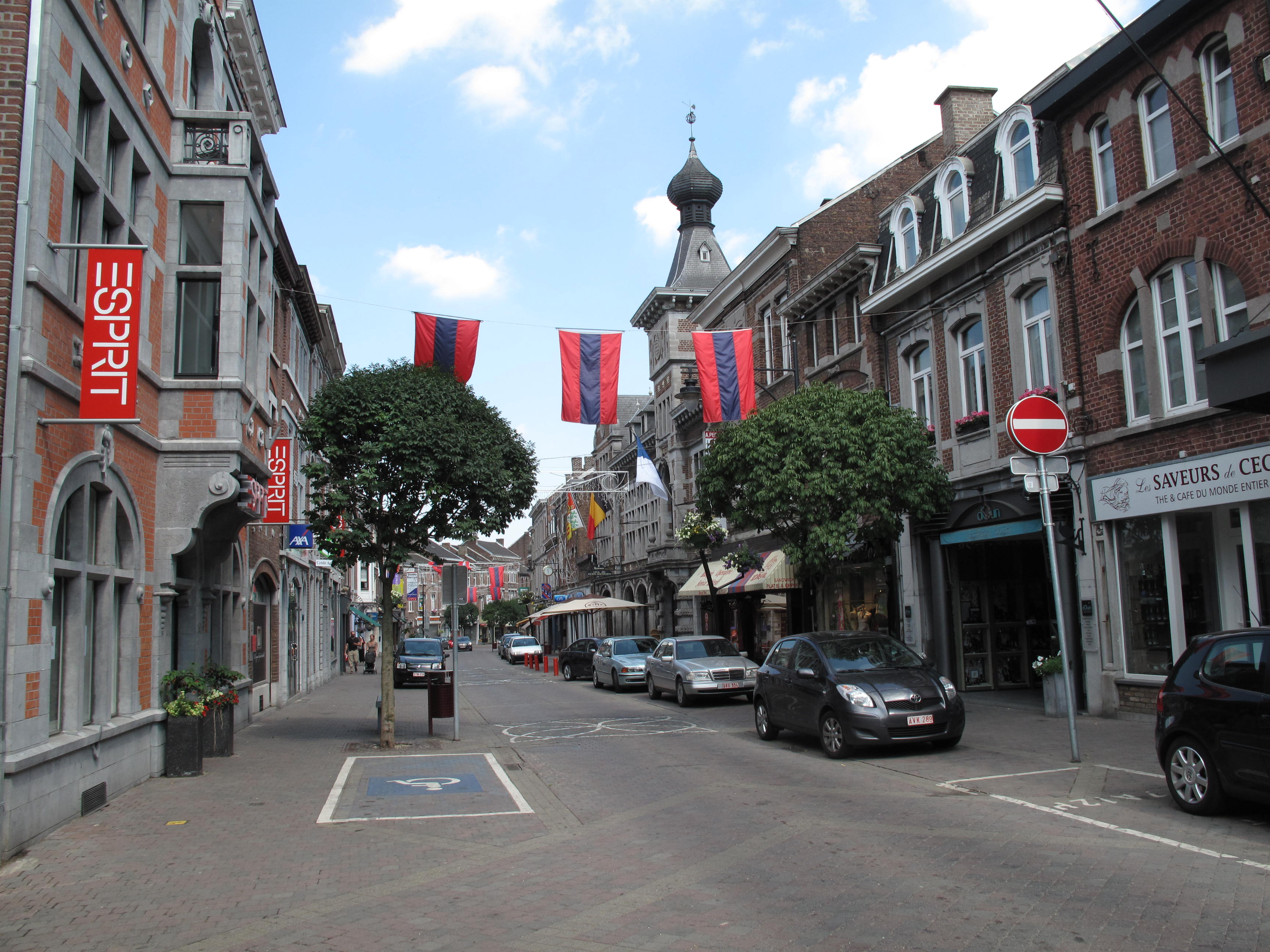
旧市街
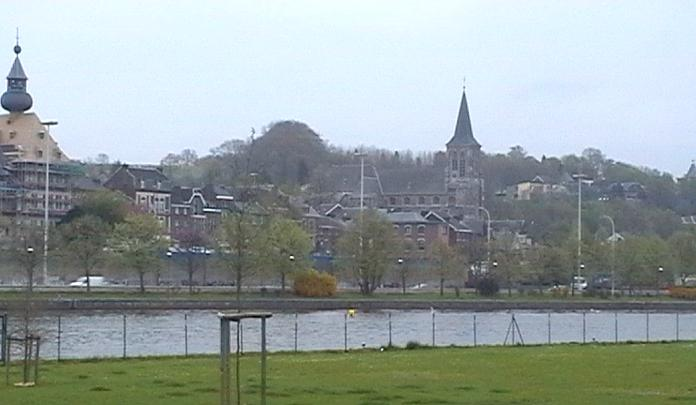
ムーズ川西岸から市街を望む
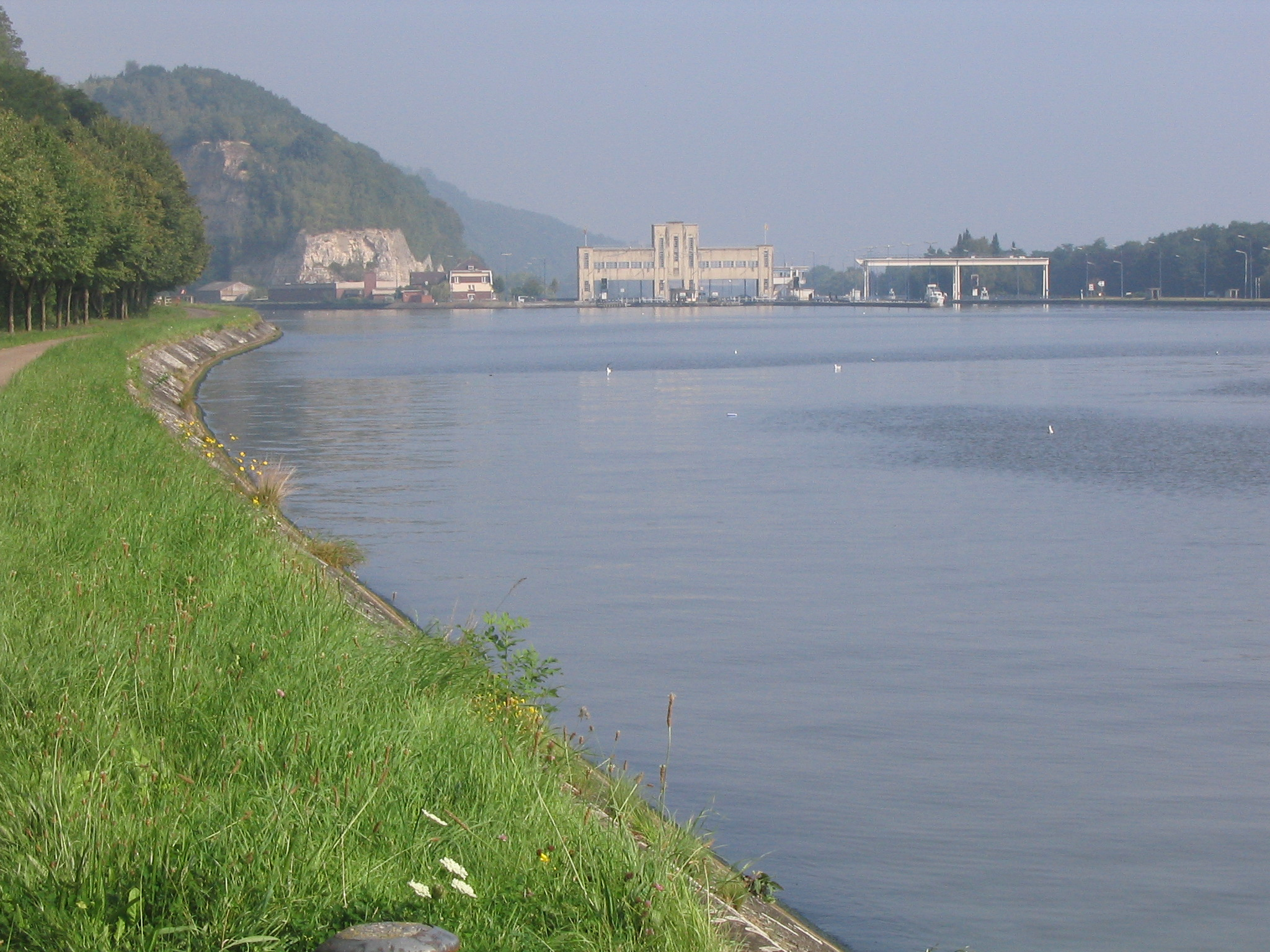
ラネを流れるアルベール運河
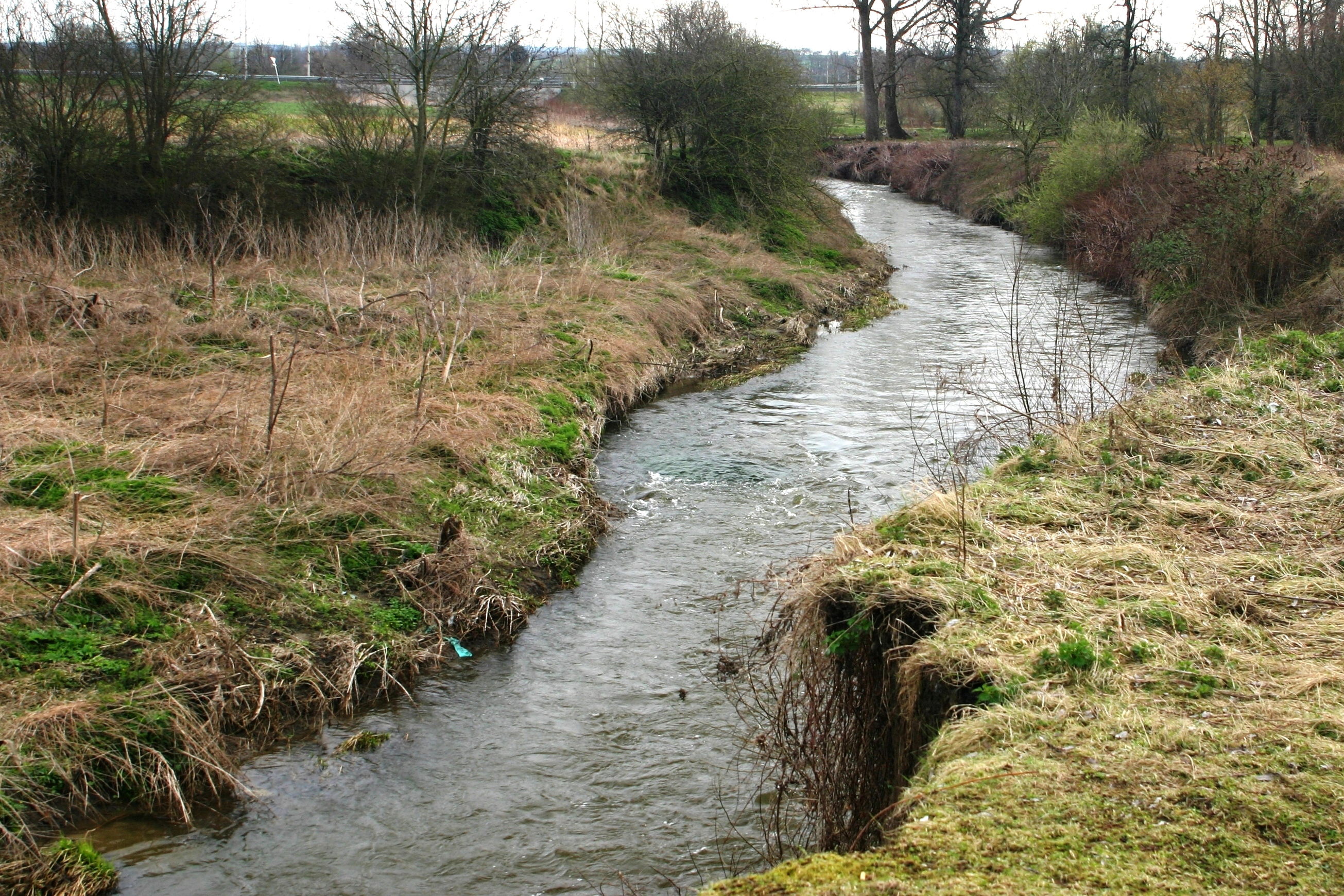
リクス郊外のベルヴァンヌ川